# 22-я пехотная дивизия АК
22-я пехотная дивизия АК (пол. 22 Dywizja Piechoty AK) — польское партизанское стрелковое соединение Армии Крайовой, которое действовало с 1944 на оккупированной нацистской Германией территории города Ярослав.

## История
Дивизия была сформирована в 1944 году, согласно с боевым порядком Войска Польского от 1 сентября 1939 года, согласно которому произошло восстановление боевых частей. 

## Структура дивизии
Согласно боевому порядку, в состав дивизии входили следующие соединения:
- 38-й пехотный полк АК охранял район Жешув.
- 39-й пехотный полк АК охранял район Кракова и области.